# تيري غراي
تيري غراي (بالإنجليزية: Terry Gray)‏ (3 يونيو 1954 ببرادفورد في المملكة المتحدة - ) هو لاعب كرة قدم بريطاني في مركز الوسط. لعب مع برادفورد سيتي وبريستون نورث إيند ونادي ساوثيند يونايتد وهدرسفيلد تاون ونادي جوول ‏.